# Aquí & ahora (álbum de Gladys, La Bomba Tucumana)
Aquí & Ahora es  el decimosexto álbum de estudio de la cantante argentina Gladys, la Bomba Tucumana, este trabajo discográfico fue ganador del Premios Carlos Gardel 2014 a Mejor Álbum Artista Femenina Tropical y producido por Tyiago Griffo (cantante e hijo de la artista).

## Producción
La producción e idea general del disco fue de Tyiago Griffo, hijo de Gladys, la Bomba Tucumana que además continuaría siendo productor y arreglista de su siguiente disco Cosecharás tu siembra, como de este.
La grabación se llevó a cabo en La Carpa Récords y se mezcló y pasterizo en PIRA estudio, los arreglos y la dirección musical también estuvo a cargo de Tyiago Griffo.
Los coros fueron grabados por Tyago Griffo y "Dorita" Paz gran amiga de la cantante y ex componente del grupo "Las Minifaldas" que fue la inspiración de Gladys para ser cantante tropical.

## Premios
| Premios Carlos Gardel | Premios Carlos Gardel                 | Premios Carlos Gardel | Premios Carlos Gardel | Premios Carlos Gardel |
| Año                   | Categoría                             | Trabajo nominado      | Resultado             | Ref.                  |
| --------------------- | ------------------------------------- | --------------------- | --------------------- | --------------------- |
| 2014                  | Mejor Álbum Artista Femenina Tropical | Aquí & Ahora          | Ganador               | [ 1 ] [ 2 ]           |

## Lista de temas
| Aquí & Ahora |                                                  |          |  |
| N.º          | Título                                           | Duración |  |
| 1.           | «La Isla Bonita»                                 |          |  |
| 2.           | «Te Vas a Arrepentir»                            |          |  |
| 3.           | «Te Vas a Arrepentir»                            |          |  |
| 4.           | «Por Ti Lloré»                                   |          |  |
| 5.           | «Por Ti Lloré»                                   |          |  |
| 6.           | «Bandido»                                        |          |  |
| 7.           | «Bandido»                                        |          |  |
| 8.           | «Te Aprovechas»                                  |          |  |
| 9.           | «Que Hago Yo»                                    |          |  |
| 10.          | «Te Vas a Arrepentir»                            |          |  |
| 11.          | «No te Quiero Nada»                              |          |  |
| 12.          | «Enganchado: Tu Amor No Vale Nada/Gladys Morena» |          |  |
| 13.          | «Bonus La Pollera Amarilla»                      |          |  |
| 39:21        |                                                  |          |  |

## Lanzamiento
El lanzamiento oficial del disco fue en el año 2013 con la discográfica Segundo AS.A, publicado y distribuido por Sony Music, más tarde este trabajo destacaría en el mercado y le traería a Gladys su segunda nominación a los Premios Carlos Gardel como  Mejor Álbum Artista Femenina Tropical,  terna que ganó en la edición 2014

### Presentación
La presentación al público del trabajo discográfico tuvo lugar en el teatro San Martin de Tucumán celebrando los 30 años de trayectoria de Gladys.